# Pliolestes
Pliolestes (лат.) — род вымерших сумчатых млекопитающих из семейства ценолестовых (Caenolestidae), обитавших во времена неогена (11,6—4,0 млн лет назад) на территории современной Аргентины. Род олиготипический, с 2 видами.

## Описание
Род Pliolestes имеет много сходных черт в строении зубов с Pichipilus: они близки по размерам; нижнепередний пояс большой и широкий; у тригонида 2 крупных бугорка, при этом язычный расположен впереди относительно губного; тригонид гораздо у́же, чем талонид; талонидный бассейн широкий и неглубокий; небольшой гипоконулид расположен сразу после энтоконида и соединён с гипоконидом низким заднепоясным гребнем; общие пропорции известных моляров также схожи. У Pliolestes третий премоляр (P3) почти такой же высоты, как тригонид первого моляра (M1), тогда как у Pichipilus P3 вдвое меньше и при этом имеется гребень вдоль передней поверхности тригонида.

## История изучения и систематика
В 1955 году Освальдо Альфредо Рейг описал вид Pliolestes tripotamicus  Reig, 1955 на основе голотипа MACN 9971 — фрагмента левой ветви нижней челюсти, найденного в верхненеогеновых породах в провинции Буэнос-Айрес (Аргентина).
В 2000 году по голотипу GHUNLPam 2339, найденному в соседней провинции Ла-Пампа, описан второй вид — Pliolestes venetus Goin et al., 2000, живший в более раннее время (верхний миоцен).
Разные систематики относили род к различным дочерним таксонам семейства ценолестовых, пока в 1997 году McKenna и Bell не включили его непосредственно в само семейство.